# Данієле да Вольтерра

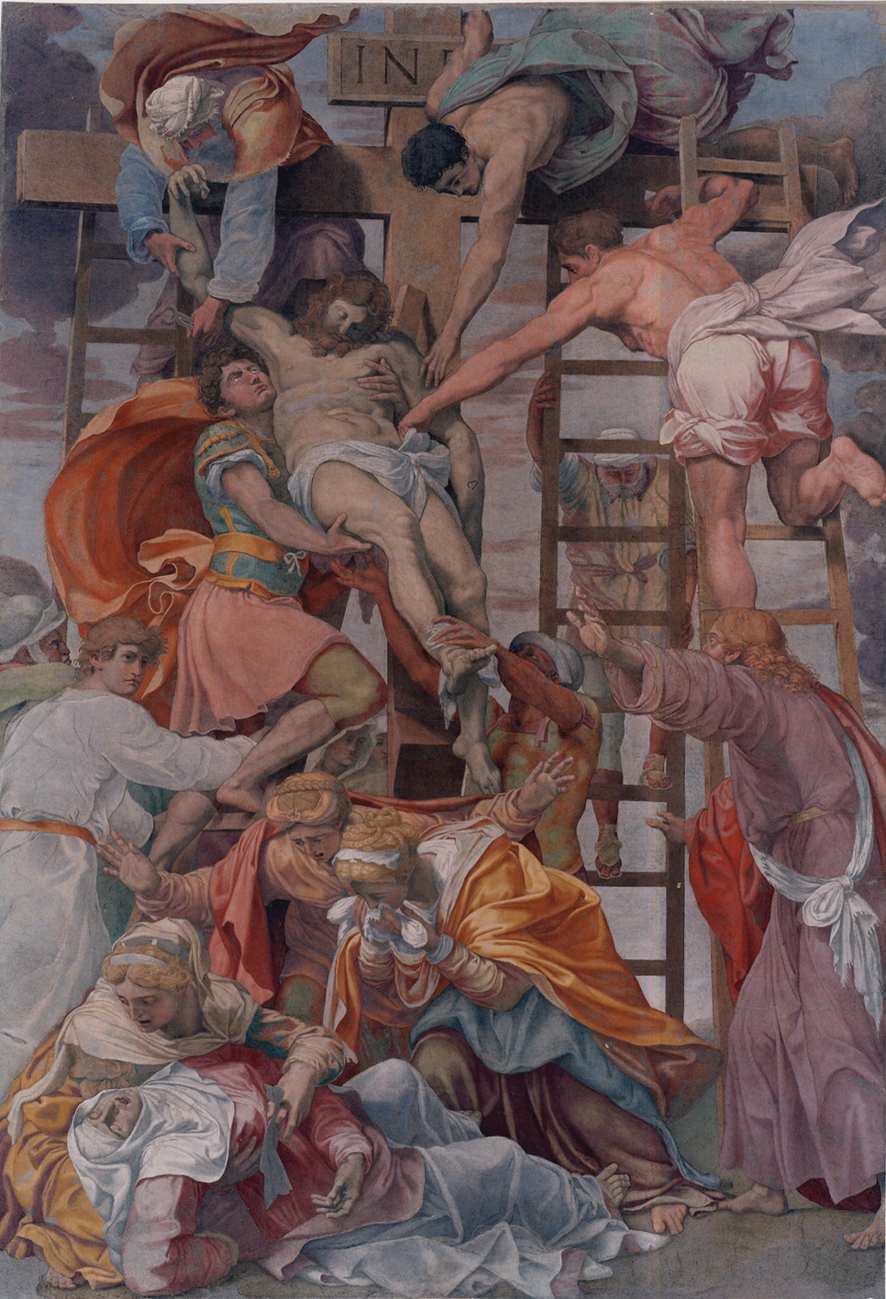
Данієле да Вольтерра. «Зняття з хреста» (бл. 1545 року, після реставрації в 2004 році; Триніта-дей-Монті, Рим)

Данієле Річчареллі (італ. Daniele Ricciarelli, італійською: [daˈnjɛːle rittʃaˈrɛlli]; більш відомий як Данієле да Вольтерра (італ. Daniele da Volterra, [voʊlˈtɛrə], італійською: [daˈnjɛːle da (v)volˈtɛrra]; прибл. 1509 — 4 квітня 1566) — італійський художник і скульптор маньєризму.
Найбільше його пам'ятають за його зв'язок з Мікеланджело. Декілька найважливіших робіт Данієле базувалися на проєктах, зроблених Мікеланджело. Після смерті Мікеланджело Данієле отримав замовлення прикрити статеві органи фігур, зображених на фресці Мікеланджело «Страшний суд». Через це він отримав прізвисько Il Braghettone («панталонник»).

## Біографічні відомості
Данієле Річчареллі народився у Вольтеррі (сучасна Тоскана). Спершу навчався в сієнських художників Содома та Бальдазаре Перуцці, але його не сприйняли і він їх покинув. Видається, що Данієле супроводжував останнього до Риму в 1535 році та допомагав розписувати фрески в палаццо Массімо-алле-Колонне. 
Пізніше він став учнем Періно Дель Ваги. З 1538 по 1541 рік допомагав Періно розписувати фрески на віллі кардинала Трівуціо (італ. Trivuzio) в Салоне, у каплиці Массімі в Триніта-дей-Монті та каплиці Розп'яття в Сан-Марчелло-аль-Корсо. Йому замовили розпис фриза в головному салоні Палаццо Массімо-алле-Колонне сценами з життя Фабія Максима.
У Римі він також почав працювати в колі Мікеланджело і подружився з останнім. Мікеланджело використав свій вплив на папу Павла III, щоб отримати замовлення для Данієле та посаду суперінтенданта робіт Ватикану, яку той зберігав до смерті Папи. Мікеланджело також надав йому ескізи, на основі яких Данієле створив деякі свої картини, особливо серію фресок у каплиці Орсіні в Трініті-коледжі, замовлення на які отримав у грудні 1541 року.
Пізніше Павло III доручив да Вольтеррі завершити оздоблення Зали Реґіа. Після смерті папи в 1549 році він втратив посаду суперінтенданта і пенсію, на яку мав би право. Тоді присвятив себе головно скульптурі.
Помер у Римі в 1566 році. Заповіт Данієле свідчив, що мармурове коліно зниклої лівої ноги Христа зі статуї «Флорентійська П'єта» авторства Мікеланджело перебувало в його власності на момент смерті. Серед його учнів був Джуліо Маццоні з П'яченци. Леонардо Річчареллі (італ. Leonardo Ricciarelli) був його племінником.
Серед його учнів був художник Мікеле Альберті. Даніеле Річчареллі є далеким предком Крістіана Орланді (італ. Christian Orlandi; італійського актора і режисера) по лінії бабусі по батькові.

## Роботи

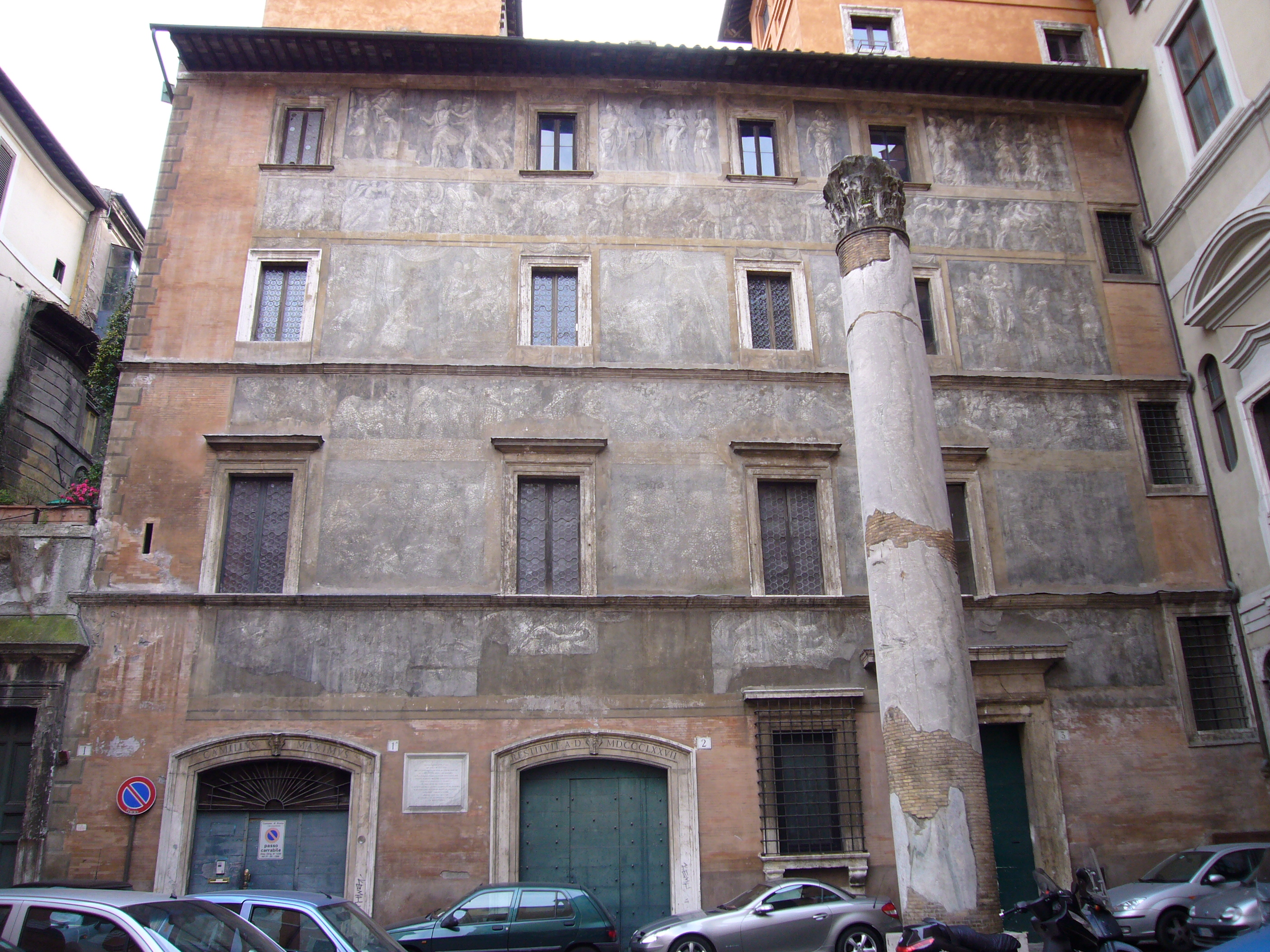
Фасад Палаццо-ді-Пірро (Palazzo di Pirro; тепер частина палаццо Массімо-алле-Колонне) Данієле прикрасив біблійними сценами

Найвідомішою картиною митця є «Зняття з хреста» в Триніта-дей-Монті (близько 1545 року) за малюнками Мікеланджело; цю роботу свого часу зараховували до найвідоміших картин Риму поряд із «Преображення» Рафаеля та «Останнього причастя святого Ієроніма» Доменікіно.

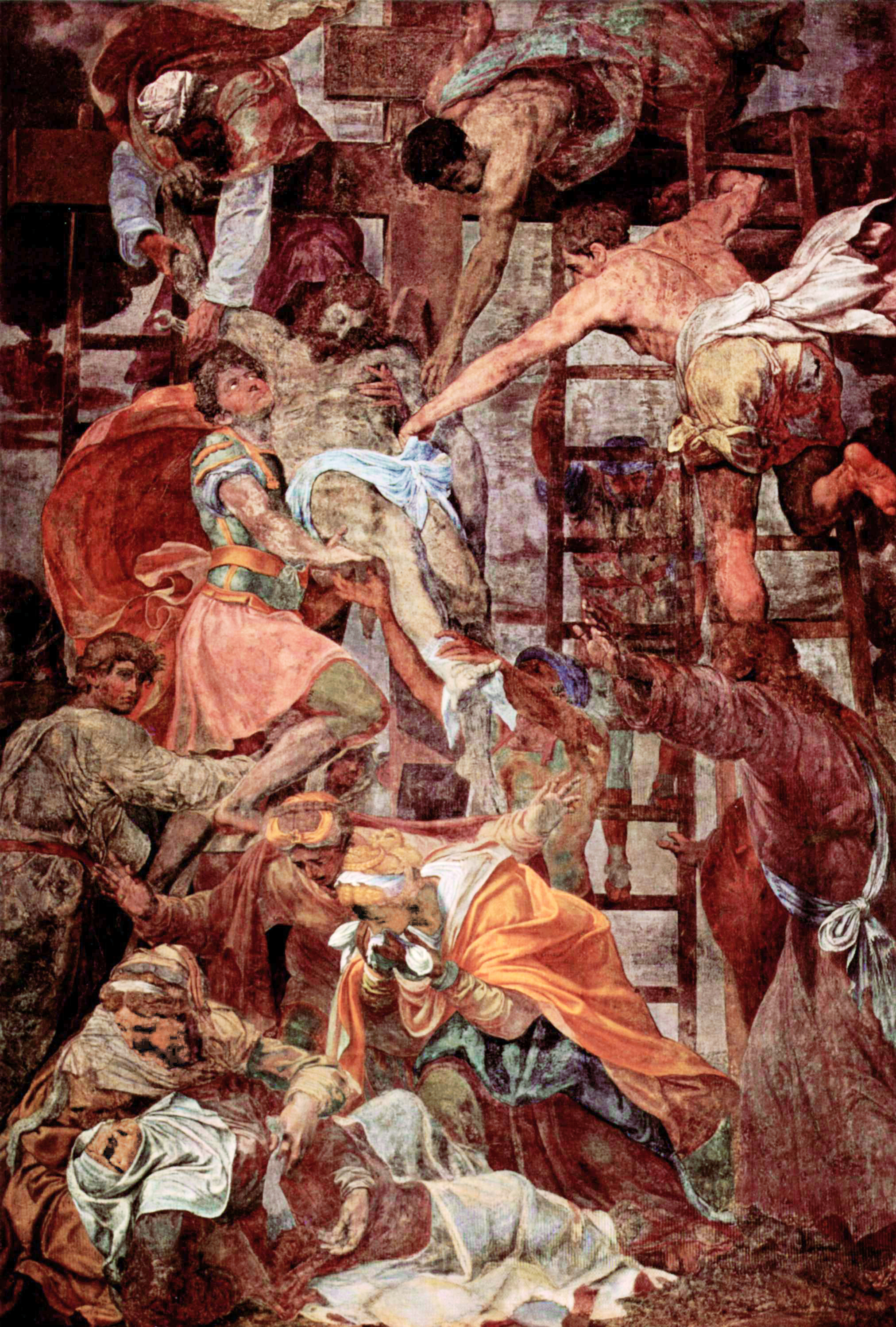
«Зняття з хреста» (бл. 1545), до реставрації 2004 року; Триніта-дей-Монті, Рим
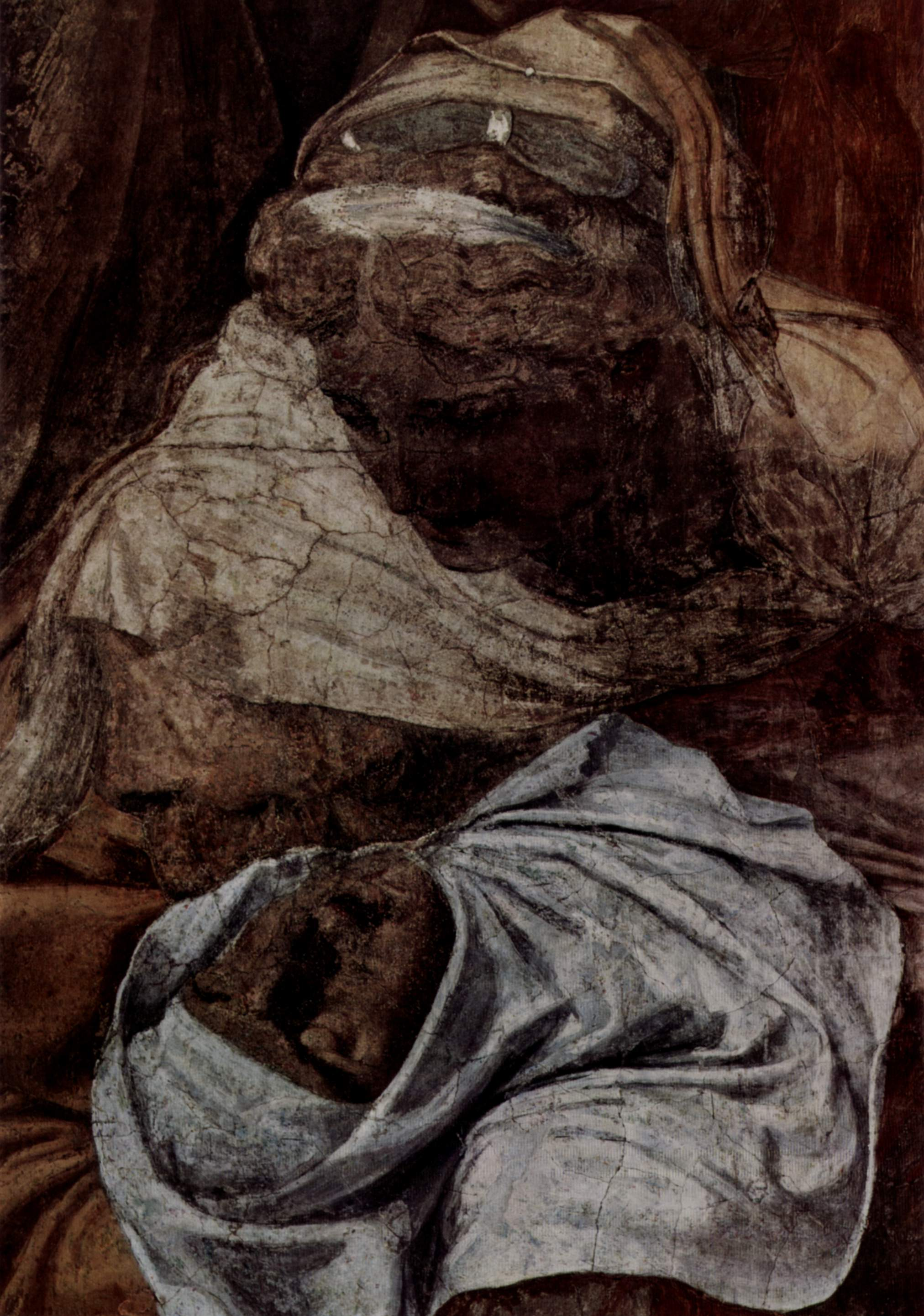
«Зняття з хреста» (деталь, до реставрації)
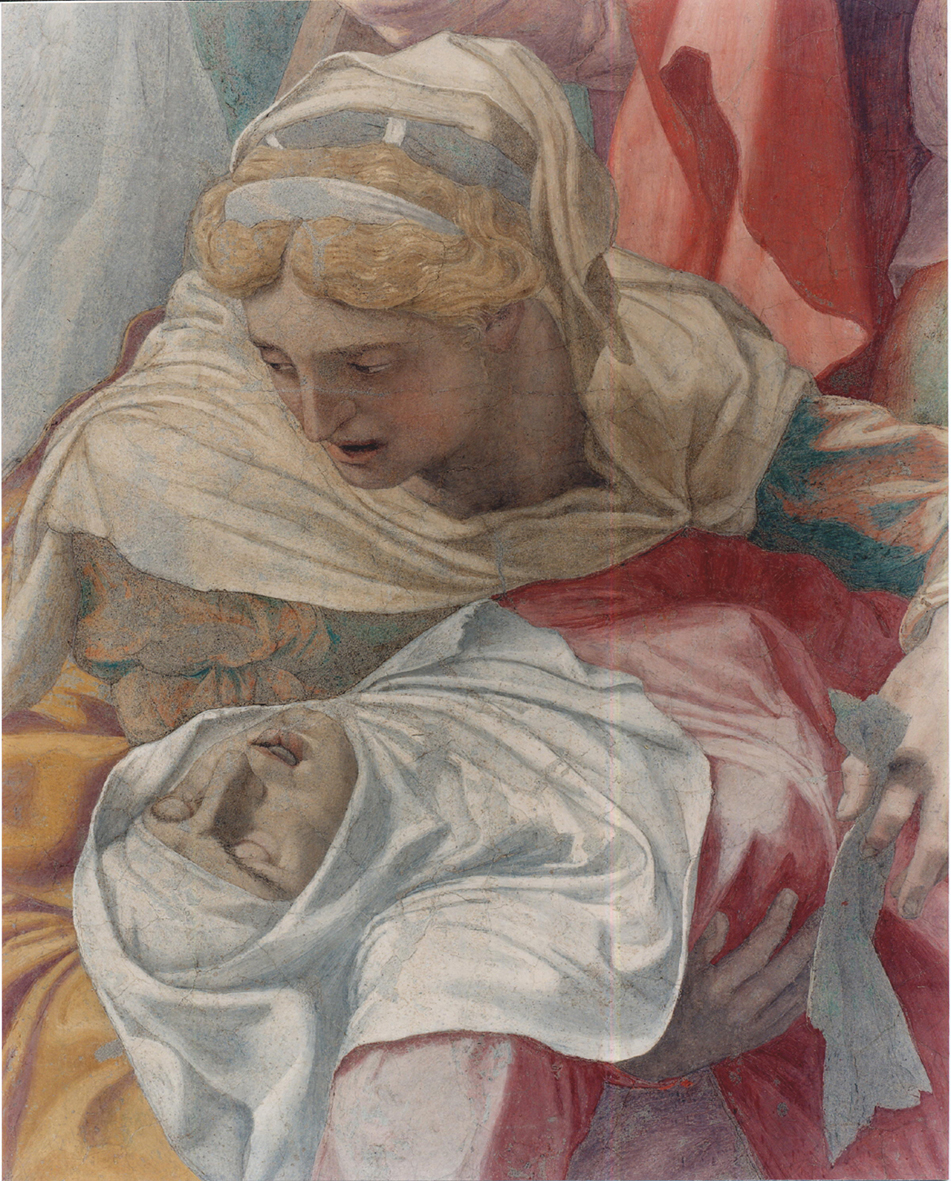
«Зняття з хреста» (деталь, після реставрації)
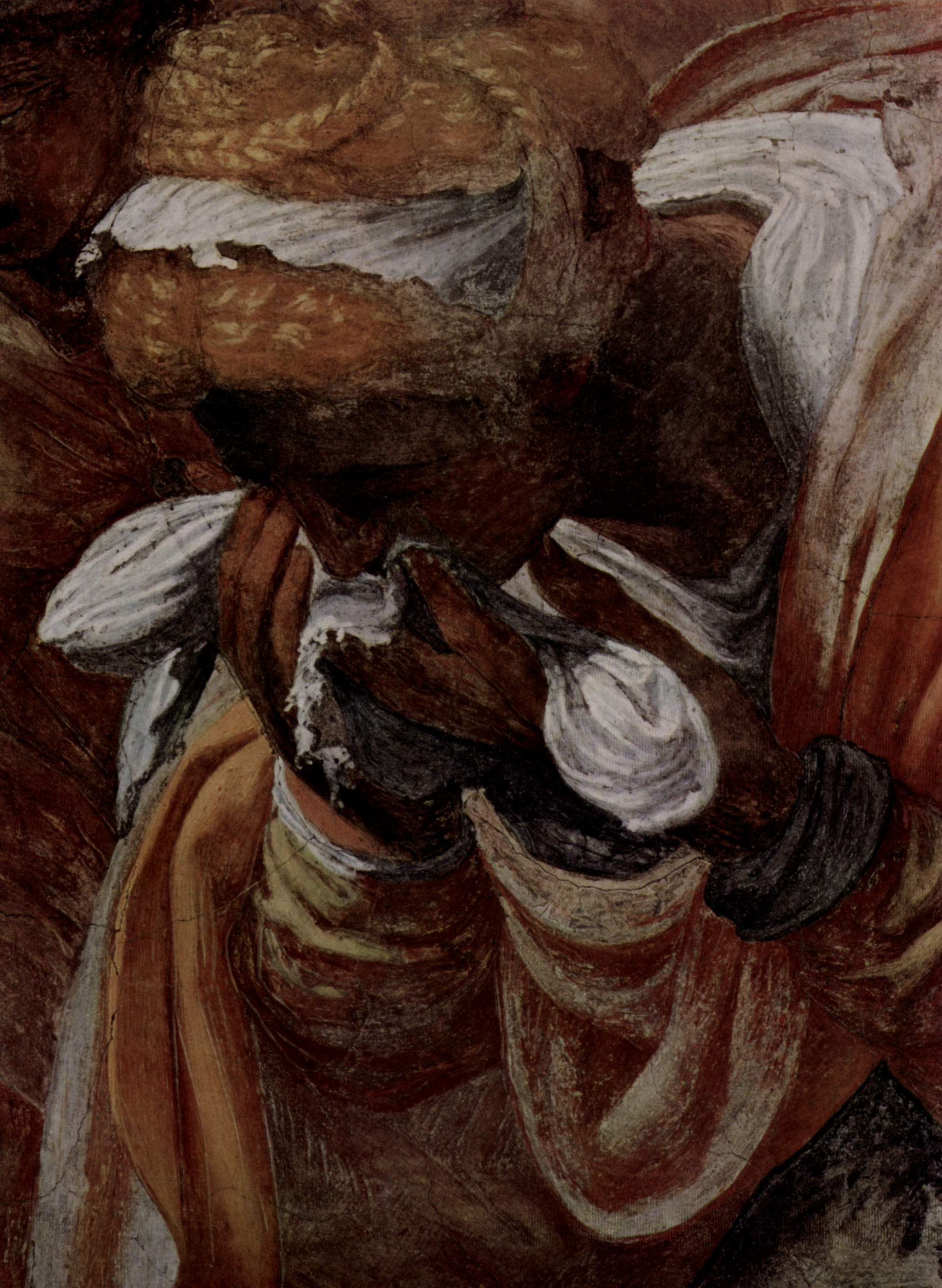
«Зняття з хреста» (деталь, до реставрації)
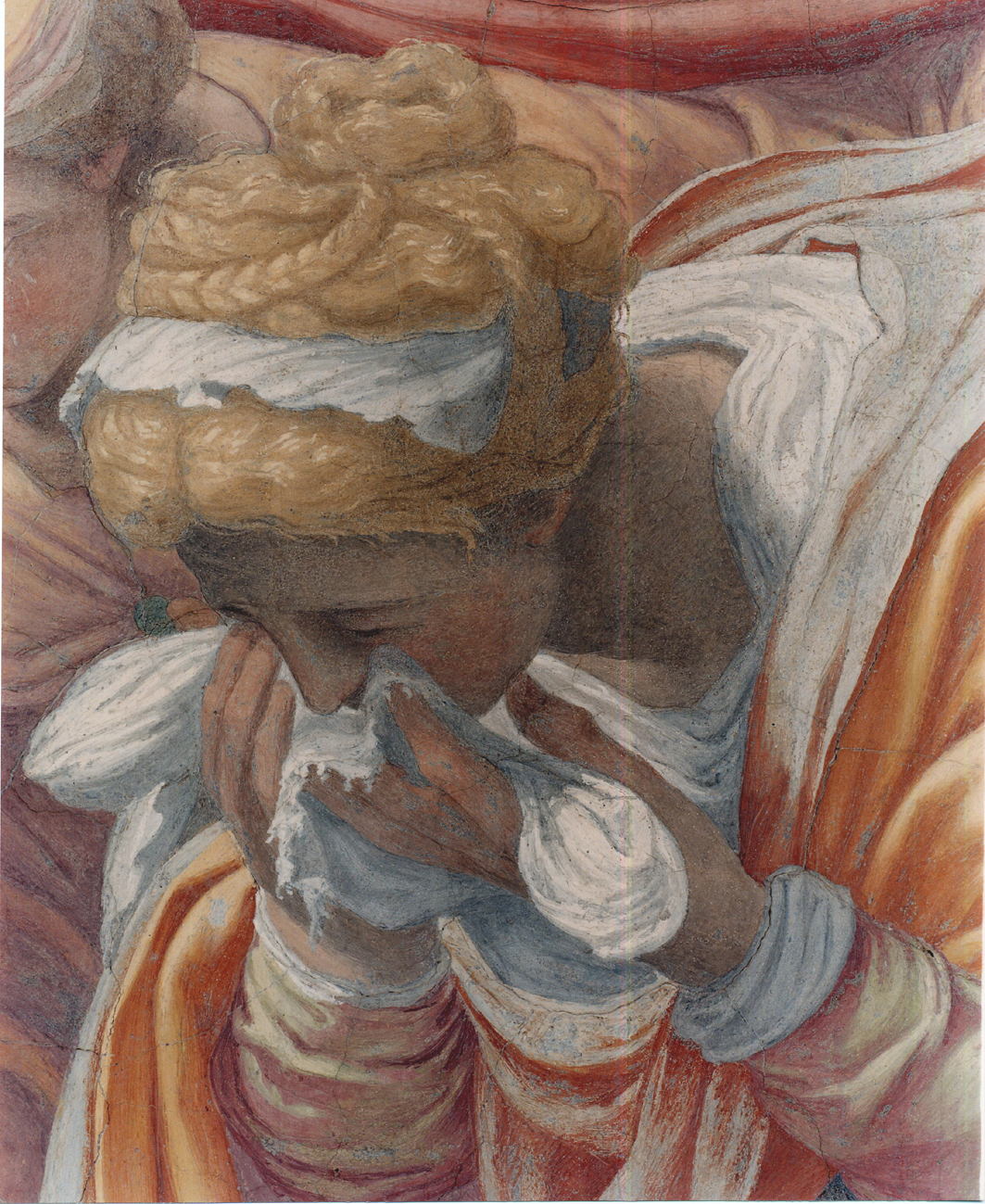
«Зняття з хреста» (деталь, після реставрації)
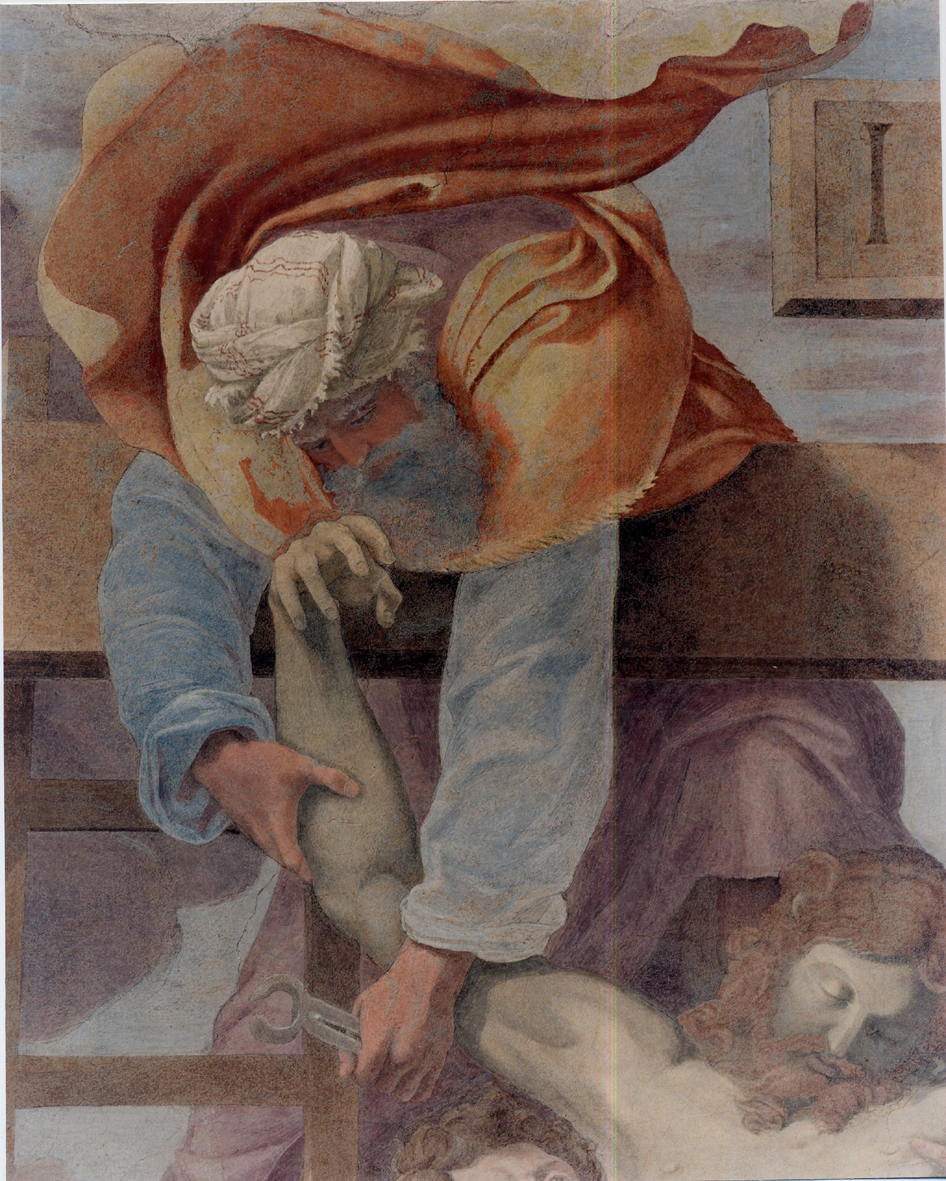
«Зняття з хреста» (деталь, після реставрації)
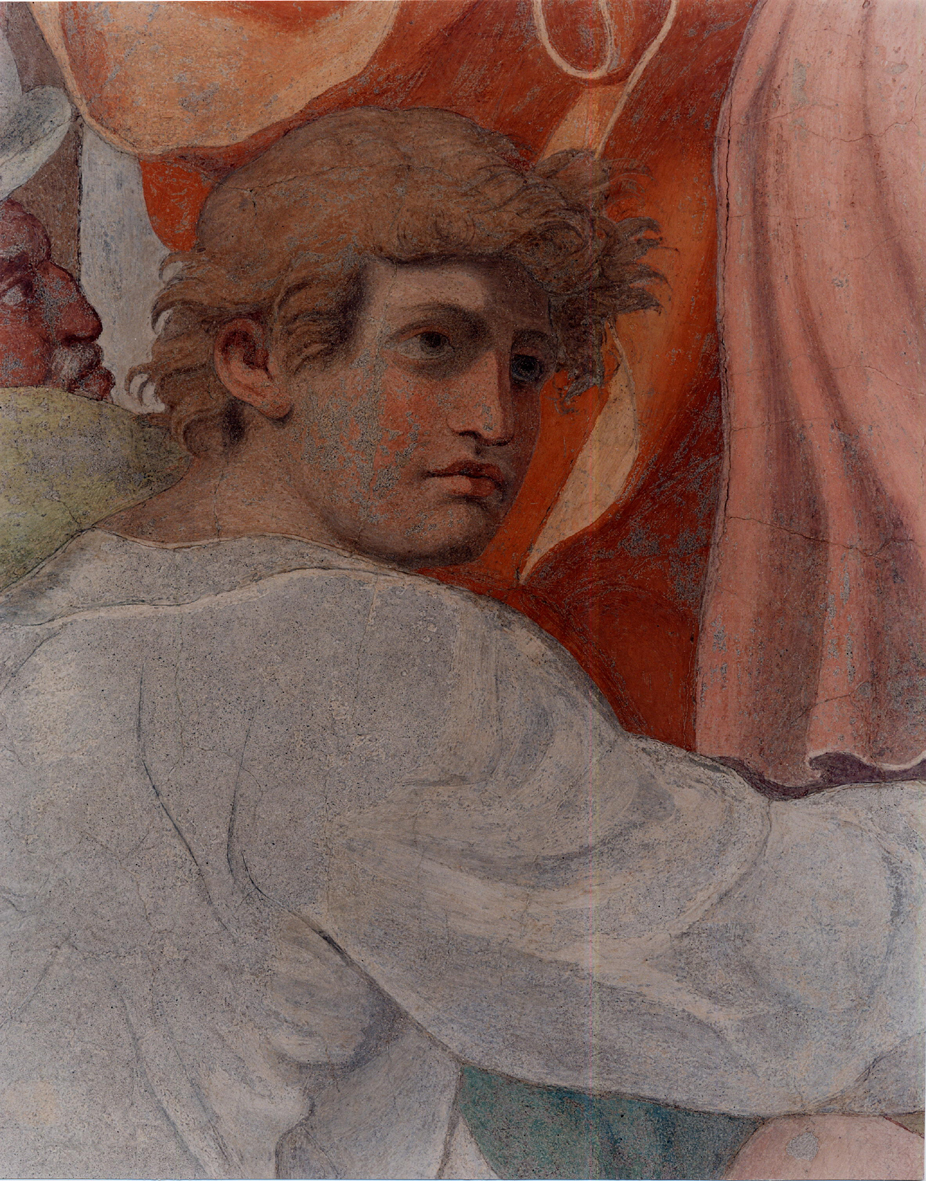
«Зняття з хреста» (деталь, після реставрації)

Можливо, що двостороння картина «Давид вбиває Голіафа» (відновлена 2008 року) в Луврі, також створена за ескізами Мікеланджело; тривалий час приписувалася самому Мікеланджело.
Інші відомі роботи включають «Масове вбивство немовлят» (1557; галерея Уффіці, Флоренція), портрет Мікеланджело, який він намалював, і бюст, який він зробив із посмертної маски Мікеланджело.
Відомою скульптурою є «Клеопатра» в Бельведері. Від Франції Данієле отримав замовлення на виготовлення бронзової кінної статуї Генріха II, але він закінчив лише коня; це пізніше було використано для статуї Людовика XIII на площі Вогезів, а тоді розплавлено під час Французької революції.

## Стиль

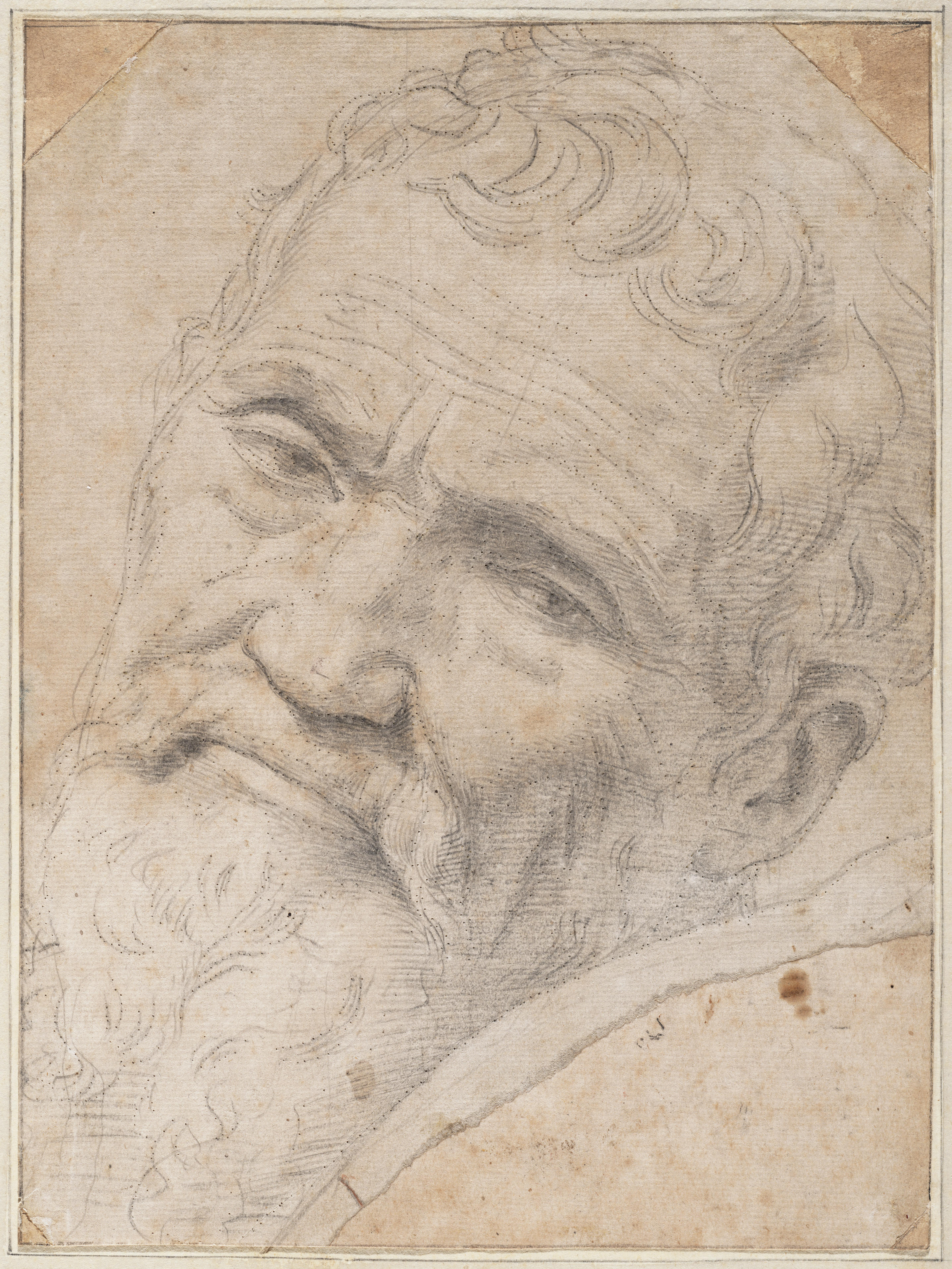
Данієле да Вольтерра. «Портрет Мікеланджело» (Музей Тейлора, Гарлем)

«Католицька енциклопедія» 1913 року наводила такий опис стилю Данієле як художника:
|  | Його роботи вирізняються красою колорів, ясністю, чудовою композицією, енергійною правдою та дивовижними протиставленнями світла й тіні. Там, де він наближається до Мікеланджело, він є художником високого рівня; де він смакує солодкість Содоми, він стає сповненим манірності та має схильність до певної перебільшеної вроди. Недавній автор мудро сказав: «Він перебільшує особливості Мікеланджело, ходить небезпечними висотами піднесеності і, не володіючи спокоєм свого вчителя, схильний скочуватися вниз». Його позиція в [очах]сучасної критики дуже відрізняється від тієї, яку йому дали покоління тому, і більше наближається до правдивого погляду на його мистецтво. Оригінальний текст (англ.) His work is distinguished by beauty of colouring, clearness, excellent composition, vigorous truth, and curiously strange oppositions of light and shade. Where he approaches closely to Michelangelo, he is an artist of great importance; where he partakes of the sweetness of Sodoma, he becomes full of mannerisms, and possesses a certain exaggerated prettiness. A recent author has wisely said: "He exaggerates Michelangelo's peculiarities, treads on the dangerous heights of sublimity, and, not possessing his master's calm manner, is apt to slip down." His position in present-day criticism is very different to what was given to him a generation ago, and more nearly approaches to a truthful view of his art. |

## Набедреники в «Страшному суді» Мікеланджело

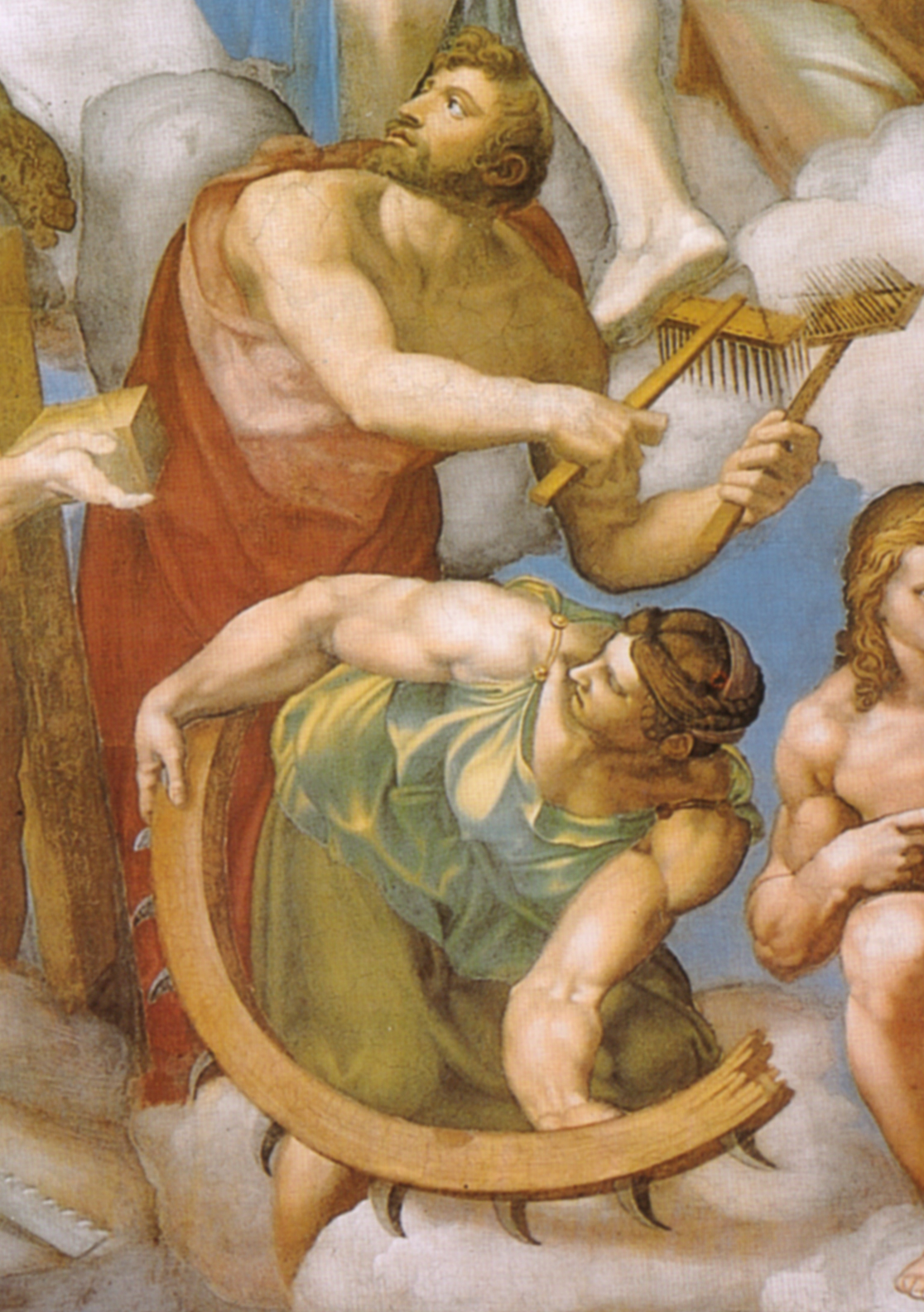
Мікеланджело. Деталь. "«Страшний суд» (1534—1541). Св. Власій, який тримає залізні гребінці свого мучеництва, і тіло св. Катерини Олександрійської, яка тримає колесо для тортур, були висічені та перефарбовані Данієлем да Вольтерра в 1565 році

Даніеле нажив поганої слави тим, що покрив ризами та фіговим листям геніталії і сідниці оголених фігур із фрески Мікеланджело "«Страшний суд» у Сікстинській капелі. Він почав працювати над цим 1565 року, незабаром після Тридентського собору, який засудив наготу в релігійному мистецтві. Це принесло Даніеле прізвисько «Il Braghettone» («панталонник»). За свідченнями Вазарі, коли Мікеланджело почув про бажання папи «одягнути» його фігури на фресці для пристойності, він сказав: «це пусте діло, яке можна впорядкувати дуже швидко, ось хай він змінить світ, щоб він мав пристойний вигляд, а картини змінювати легко», і саме цю фразу Павло IV міг сприйняти як згоду самого Мікеланджело на драпірування.
Даніеле також вирізав частину фрески та перемалював більшу частину святої Катерини та всю фігуру святого Власія позаду неї. В оригінальній версії Власій дивився на оголену спину Катерини і деякі спостерігачі відзначали, що пози їхніх тіл наводили на думку про статевий акт.
Набедреники та драпірування в нижній половині фрески, однак, не належали Даніеле. Його роботу над фрескою «Страшний суд» перервала смерть папи Пія IV наприкінці 1565 року, адже риштування, які Даніеле використовував, довелося швидко зняти, бо каплиця була потрібна для виборів нового папи. Після нього фреску «одягали» також Джіроламо да Фано та П'єтро да Кортона.

## Галерея

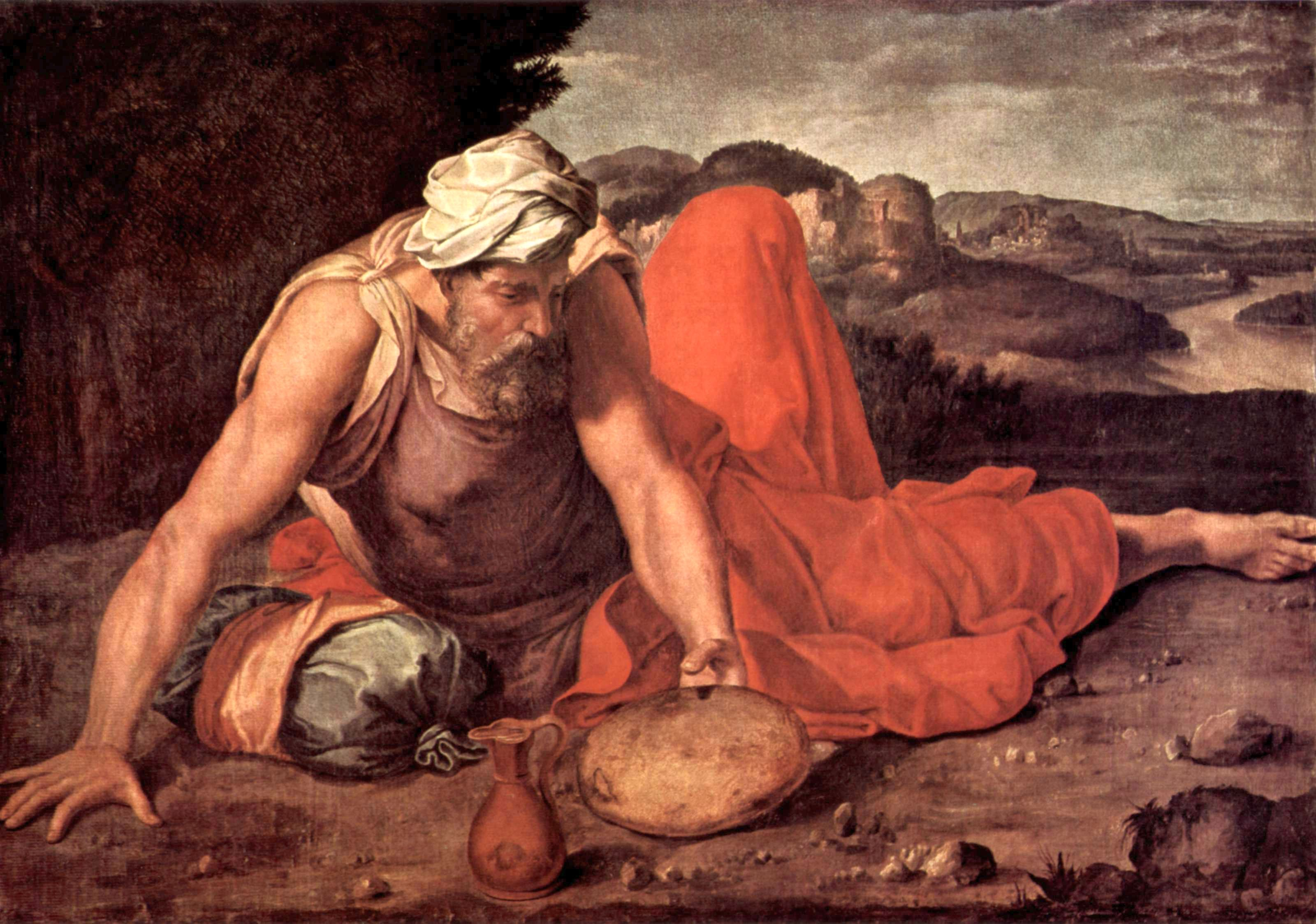
«Пророк Ілля» (близько 1550—1560; галерея Уффіці, Флоренція)]]
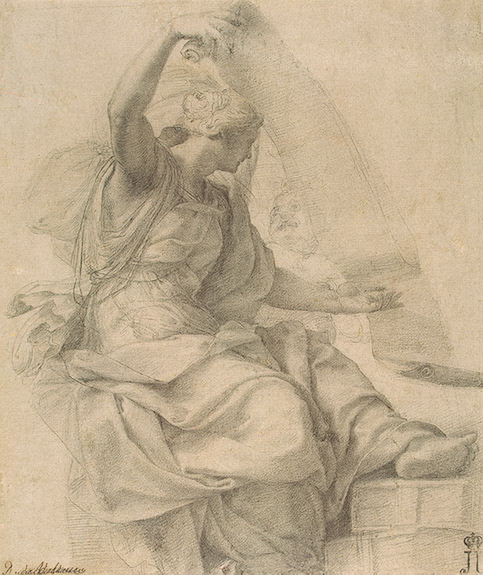
«Сивіла» (бл. 1540——1545); Ермітаж, Санкт-Петербург
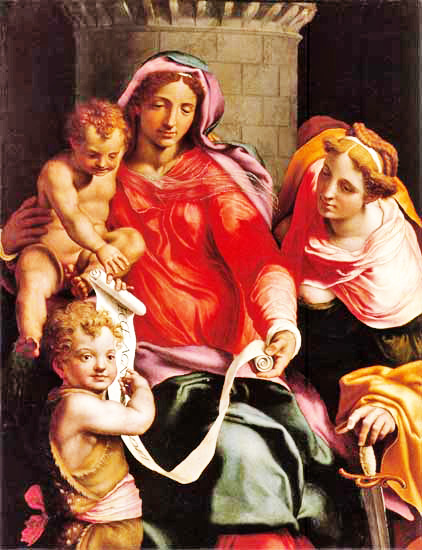
«Мадонна з дитям, молодий Іван Хреститель та св. Варвара» (бл. 1548); Уфіцці, Флоренція
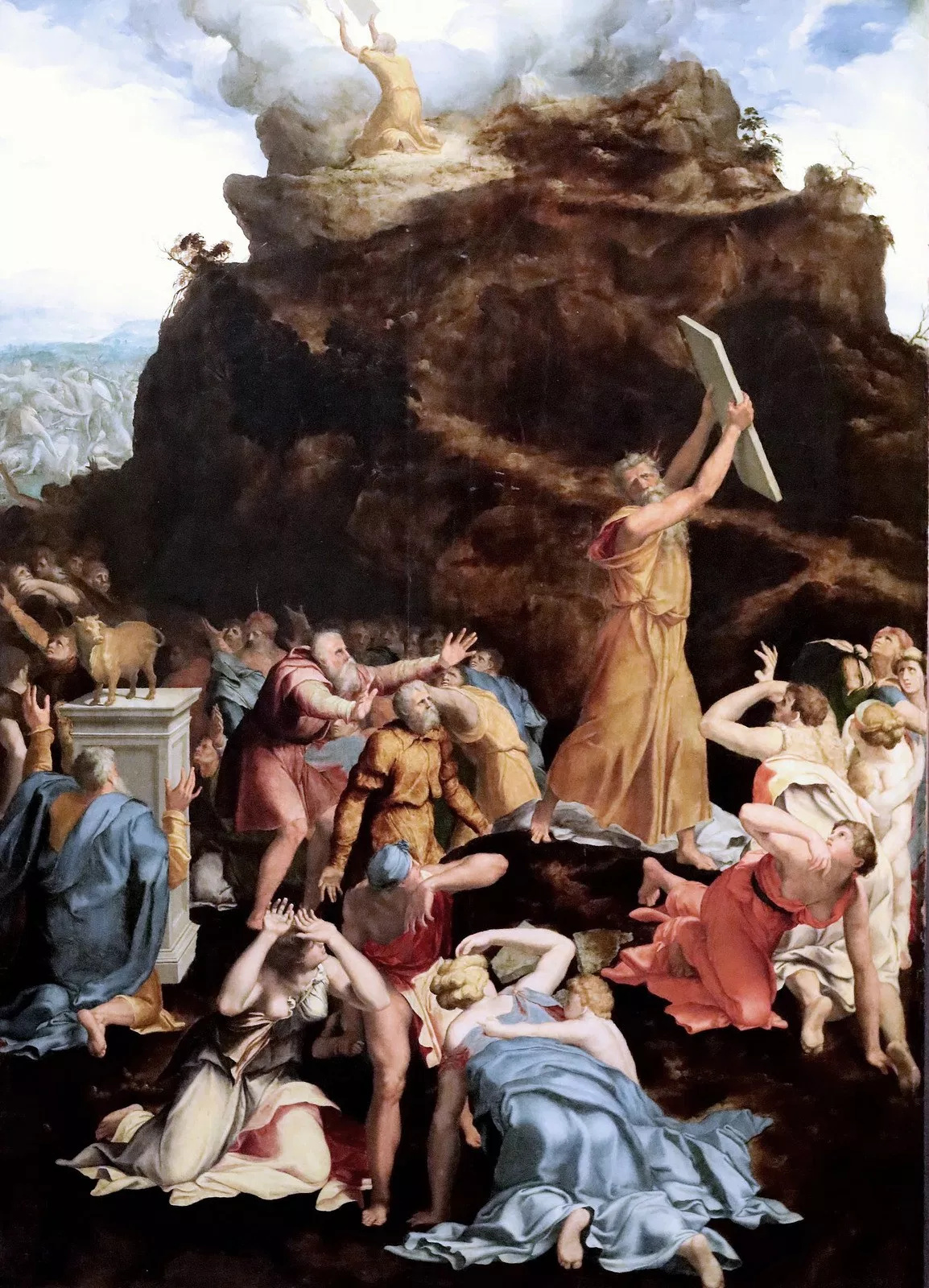
«Мойсей на горі Синай» (1545—1555); Галерея старих майстрів, Дрезден
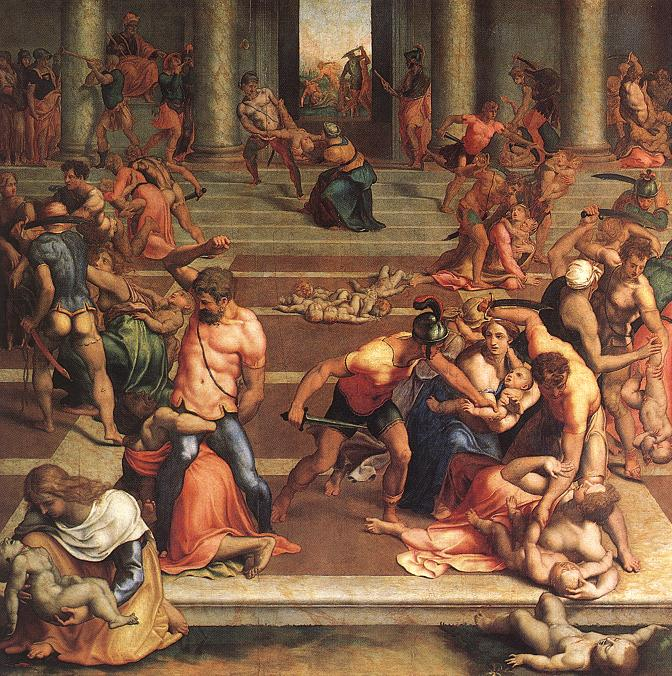
«Масове вбивство немовлят» (бл. 1557); Уфіцці, Флоренція
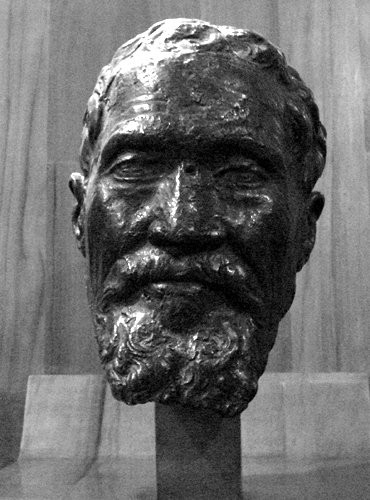
Бронзовий портрет Мікеланджело (1564), за його посмертною маскою; Замок Сфорца, Мілан